# 両磐地区合併協議会
両磐地区合併協議会（りょうばんちくがっぺいきょうぎかい）は、岩手県の両磐（旧磐井郡）に属する全市町村、すなわち、一関市、西磐井郡平泉町・花泉町、東磐井郡大東町・藤沢町・千厩町・東山町・室根村・川崎村を合併するという構想に基づき設けられた法定協議会。

## 経緯
- 2003年6月11日 - 合併研究会設置は一部町議から反対意見が出され、結論を持ち越しに。千葉和男平泉町長、佐々木秀康衣川村長を招いて意見交換（平泉町議会 衣川村議会市町村合併意見交換会）
  - 11月4日 - 平泉町で町民団体「町民の意向に沿った一関地方との合併を進める会」が合併協議会設置の直接請求を提出
- 2004年2月2日 - 関係市町村が合併協議会設置について議会に付議
  - 3月3日 - 一関市議会で可決
  - 3月5日 - 花泉町議会で可決
  - 3月11日 - 平泉町議会で否決（賛成8、反対9の賛成少数。議会側は一関地方よりも衣川村との合併が歴史的な経緯を考えても当然と主張）
  - 3月15日 - 東山町議会で可決
  - 3月16日 - 川崎村議会で可決
- 2004年3月16日 - 平泉町長が町選挙管理委員会に合併協議会設置についての住民投票を請求
- 2004年4月4日 - 平泉町において「一関市・花泉町・東山町及び川崎村を合併対象市町村とする合併協議会設置協議について」の住民投票を実施（賛成3554票、反対2590票で賛成が過半数を上回る）
- 2004年4月8日 - 一関地方市町村合併協議会設立準備会議を開催
- 2004年4月15日 - 「一関地方市町村合併協議会」（5市町村）設立
- 2004年4月27日 - 第1回一関地方市町村合併協議会開催
- 2004年5月27日 - 第2回一関地方市町村合併協議会開催（合併の方式を「新設合併」、新市の事務所の位置を「現・一関市役所」に決定）
- 2004年7月23日 - 両磐地区広域市町村圏協議会において、両磐9市町村による法定の合併協議会の設置を承認
- 2004年7月26日 - 両磐地区合併協議会設立打合せ会議を開催、合併協議会設置について構成市町村議会に付議
  - 8月2日 - 花泉町、大東町議会で可決
  - 8月3日 - 一関市、平泉町、藤沢町、千厩町、東山町、室根村、川崎村議会で可決
- 2004年8月6日 - 「両磐地区合併協議会」（9市町村）設立
- 2004年8月23日 - 第5回一関地方市町村合併協議会開催（一関地方市町村合併協議会の休会を決定）
- 2004年8月23日 - 第1回両磐地区合併協議会開催（合併の方式を「新設合併」に決定）
- 2004年8月31日 - 第1回第1小委員会開催（新市名称募集実施要領、新市名称候補選定要領を決定）
- 2004年9月15日 - 新市名称を公募（10月10日まで）
- 2004年9月24日 - 第2回両磐地区合併協議会開催（新市の事務所の位置を「現・一関市役所」に決定）
- 2004年10月12日 - 第3回両磐地区合併協議会開催（合併の期日を「平成17年9月20日」に決定）
- 2004年10月18日 - 第2回第1小委員会開催（新市名称候補として、「平泉市」・「磐井市」・「一関市」・「いわい市」・「南岩手市」・「南いわて市」の6点を選定）
- 2004年10月25日 - 第4回両磐地区合併協議会開催（新市の名称決定までの手順を決定）
- 2004年11月9日 - 第6回両磐地区合併協議会開催（新市の名称を「平泉市」に決定）

候補を3つに絞り込む1回目の投票では平泉25票、磐井19票、一関13票（他は得票なし）。2つに絞り込む2回目の投票では平泉26票、磐井22票、一関9票。決選投票では平泉30票、磐井27票となったが、両者とも協議会の表決規定による3分の2を超えなかったため、表決数を協議して「過半数」と決定した上で再度投票を実施。その結果、平泉29票、磐井28票となった。
- 2004年11月20日 - 第8回両磐地区合併協議会開催

冒頭で、新市名称決定までの経緯について、一関市の委員から「平泉町の議長が、花泉町の議長と懇談し、新市名が平泉市に決まらない場合は、一緒に退席するよう要請した」との問題提起があり、流会となった（結局、事実関係は十分解明されず）。背景には旧一関市において新市名への抵抗が大きかったとされる。
- 2004年11月22日 - 首長・正副議長協議
  - 11月28日 - 首長・正副議長協議、首長会談
  - 12月5日 - 首長・正副議長協議、首長会議

首長・正副議長協議の場で、平泉町議会議長からの弁明と陳謝、花泉町議会議長からの発言と陳謝があったが信頼回復には至らず、首長会議で合併協議を白紙に戻すことが決定された。
- 2004年12月7日 - 第9回両磐地区合併協議会開催（合併協議会の解散を決定）

## その後
- 2005年9月20日 - 一関市、花泉町、大東町、千厩町、東山町、室根村及び川崎村が合併して、改めて一関市が発足する。藤沢町は合併せず、単独で存続することとなった。
- 2010年4月1日 - 一関市・藤沢町合併協議会設置。
- 2011年9月26日 - 藤沢町が一関市に編入する。